# Biphyllus schenklingi
Biphyllus schenklingi is een keversoort uit de familie houtskoolzwamkevers (Biphyllidae). De wetenschappelijke naam van de soort werd in 1914 gepubliceerd door Antoine Henri Grouvelle.